# Бейкер-стрит (станция метро)
Бейкер-стрит (англ. Baker Street) — станция лондонского метро, расположенная под пересечением улиц Бейкер-стрит и Мэрилебон-роуд. На станции останавливаются поезда пяти различных линий метрополитена. На линиях Кольцевой и Хаммерсмит-энд-Сити станция расположена между Грейт-Портленд-стрит и Эджвар-роуд. На линии Метрополитен станция расположена между «Грейт-Портленд-стрит» и «Финчли-роуд». На линии Бейкерлоо станция расположена между «Риджентс-парк» и «Марлибон». На линии Юбилейной станция расположена между «Бонд-стрит» и «Сент-Джонс-Вуд». Относится к первой тарифной зоне.

## История станции
Станция Бейкер-стрит была открыта в составе линии Metropolitan Railway (MR) 10 января 1863 года в составе первой в мире линии метро — сегодня эти платформы обслуживаются поездами линий Хаммерсмит-энд-Сити и Кольцевая. 13 апреля 1868 года были открыты наземные платформы, ныне обслуживаемые поездами линии Метрополитен, для обслуживания поездов, следующих по линии до станции Суисс-коттедж (Бейкер-стрит была на этой линии конечной). Позже линия была продлена до станции Уиллесден-Грин, а в 1892 году и до Айлесбери-таун и Уэрни-Джанкшен. Линия Метрополитен Рэйлроуд в основном конкурировала с линией Лондон-Норт-Вест-Рэйлроуд от Юстонского вокзала, до городов Миддлсекс и Уотфорд а позже и с линией Грейт Сентрал Рэйлвэй, чьи поезда ходили от Марлибон до Айлесбери и далее.
В течение нескольких последующих десятилетий станция была перестроена и стала состоять из 4 платформ. Существующие платформы для поездов линии Метрополитен датируются 1925 годом и построены архитектором Чарльзом Кларком, также как и комплекс зданий поблизости.
Первые поезда линии Бейкерлоо прибыли на станцию 10 марта 1906 года и станция Бейкер-стрит некоторое время служила конечной станцией её северного радиуса до тех пор пока линия не была продлена до станции Марлибон 27 марта 1907 года. 20 ноября 1939 года, линия «Бейкерлоо» достигла станции Стэнмор, поглотив часть линии Метрополитен, что повлекло за собой дальнейшее расширение станции. Открытие Юбилейной линии привело к строительству ещё одной северной платформы, после чего Стэнморский радиус отошёл к ней с 1 мая 1979 года.

## Станция сегодня
Среди платформ станции наиболее хорошо сохранившимися считаются платформы неглубокого заложения линий Кольцевая и Хаммерсмит-энд-Сити. На платформе размещены стенды с историческими фотографиями и чертежами прошлых лет.
Сам комплекс станции довольно объёмен. Станция неглубокого заложения соединена переходом с наземной платформой для поездов линии Метрополитен. Для некоторых поездов данной линии станция Бейкер-стрит является конечной. К станции относится и соединительная ветка между линиями Метрополитен и Кольцевой, по которой некоторые поезда линии Метрополитен следуют до станции Олдгейт.
Под станцией неглубокого заложения находится другая станция для поездов линий Бейкерлоо и Юбилейной. Для улучшения обслуживания пассажиров между этими двумя линиями организована кросс-платформенная пересадка. Благодаря своим 10 платформам комплекс станции Бейкер-стрит является самой большой станцией Лондонского метрополитена.
На выходе со станции на улице Мэрилебон-роуд установлен памятник Шерлоку Холмсу в память о знаменитом детективе с улицы Бейкер-стрит.
Реставрация наиболее старой части станции, проведённая в 80-х годах XX века, позволила вернуть ей примерный облик интерьера 1863 года.

## Трафик

### Линия «Бейкерлоо»
Трафик по линии составляет от 18 (по воскресеньям) до 22 (часы пик) пар поездов в час (п/ч). Схема движения по станции по будним дням в нерабочее время и в течение всего дня по субботам, выглядит следующим образом:
- 20 пар поездов в час (п/ч) до станции «Элефант-энд-Касл[англ.]» (южное направление).
- 6 пар поездов в час (п/ч) до станции «Харроу-энд-Уэлдстон[англ.]» через «Стоунбридж-парк[англ.]» и «Королевский парк» (северное направление);
- 3 пары поездов в час (п/ч) до станции «Стоунбридж-парк[англ.]» через «Королевский парк» (северное направление);
- 11 пар поездов в час (п/ч) до станции «Королевский парк» (северное направление);

Пиковое обслуживание в будние дни осуществляется с одной либо двумя дополнительными парами поездов в час на участке «Королевский парк» — «Элефант-энд-Касл», а по воскресеньям в течение дня на участок «Королевский парк» — «Элефант-энд-Касл» выдаётся на две пары поездов в час меньше, чем в не пиковом графике.

## Иллюстрации
- Станция «Бейкер-стрит»
- Главный кассовый зал
- Использование непрямого освещения на платформе
- Вход на станцию
- Рондель на путевой стене
- Платформа линии «Метрополитен»
- Стены отделаны плиткой с профилем Шерлока Холмса